# Tinissa goliath
Tinissa goliath är en fjärilsart som beskrevs av Robinson 1976. Tinissa goliath ingår i släktet Tinissa och familjen äkta malar. Inga underarter finns listade i Catalogue of Life.